# Италия на зимних Олимпийских играх 1956
Италия принимала участие в зимних Олимпийских играх 1956 года в Кортина-д’Ампеццо (Италия) в седьмой раз за свою историю и завоевала одну бронзовую медаль. Сборную страны представляли 12 женщин.

## Золото
- Бобслей, мужчины — Ламберто далла Коста, Джакомо Конти.

## Серебро
- Бобслей, мужчины — Эудженио Монти, Ренцо Альвера.
- Бобслей, мужчины — Эудженио Монти, Ульрико Джирарди, Ренцо Альвера, Ренато Мочеллини.